# Three Chords One Capo
Three Chords One Capo är det kanadensiska poppunkgruppen Four Squares andra studioalbum, utgivet i augusti 2003 av skivbolaget Bad Taste Records.

## Låtlista
1. "Mistreated" - 3:22
2. "Just Like Me" - 2:32
3. "Hitmaker" - 2:20
4. "Office Space" - 3:08
5. "The Line" - 3:41
6. "Poison Arrows" - 3:12
7. "Life Forgotten" - 4:00
8. "Tee Vee" - 2:25
9. "Steps" - 3:06
10. "We Alone" - 3:08
11. "1000 Sorrys" - 3:01

## Singlar

### Hitmaker
1. "Hitmaker" - 2:22
2. "Poison Arrows" (demo) - 3:40
3. "Another Year" - 3:40

### Fotnoter
1. ↑  ”Three Chords One Capo”. Allmusic.com. http://www.allmusic.com/album/three-chords-one-capo-r650376. Läst 14 januari 2012.